# Scarlet Vitral
Scarlet Vitral (Scarlet Fasinera) es un personaje que aparece en los cómics estadounidenses publicados por Marvel Comics. El personaje fue creado por Doug Moench, Bill Sienkiewicz y Jim Shooter.

## Historial de publicaciones
Scarlet hizo su debut en diciembre de 1981 en Moon Knight #14.
Apareció en Marc Spector: Moon Knight # 26 (mayo de 1991), Marc Spector: Moon Knight #30 (septiembre de 1991), Manual oficial completamente nuevo del Universo Marvel #10 (octubre de 2006) y Civil War Battle Damage Report #1 (marzo de 2007).
También apareció en el Manual Oficial del Universo Marvel AZ #11 (enero de 2010).

## Biografía ficticia
Vidrio de Escarlata es una ex monja que se convirtió en justiciera después de ser obligada a matar a su hijo criminal. Scarlet se entrenó en combate cuando se convirtió en guardia de la prisión de mujeres.
Scarlet, abusada por su padre, tuvo una infancia infeliz. Una noche, cuando ya estaba harta, mató a su padre encendiendo su cama con un cigarrillo. Su muerte fue considerada un accidente y fue enviada a vivir con sus tíos, donde mejoraron sus condiciones de vida.
Más adelante en la vida, conoció y se casó con Vince Fasinera, un delincuente de poca monta, creyendo que podría salvarlo de sí mismo. Ella estaba equivocada y él simplemente la maltrató, al igual que su padre. A pesar de esto, tuvieron un hijo juntos, Joseph, aunque Vince no quería tener nada que ver con él. Vince murió más tarde, baleado en las escaleras de una iglesia, y su hijo se convirtió él mismo en una vida delictiva. Más tarde fue llamado Joseph "Mad Dog" Fasinera.
Cuando escapó de la prisión, Scarlet se encargó de salvar a su hijo de su vida de crimen, pero al final se vio obligada a matarlo. Scarlet se convirtió en una justiciera y comenzó a perseguir a todos los criminales que alguna vez habían tenido algo que ver en el giro de su hijo hacia el crimen. Caballero Luna intentó detenerla, pero terminó dejándola escapar.

### Redención Escarlata
Scarlet regresa y frecuenta las calles de Brooklyn armada con su ballesta. Encuentra a Bertrand Crawley y, reconociéndolo como amigo de Marc Spector (o Jake Lockley), le dispara una ballesta en el hombro. Crawley sale corriendo y cae por la puerta de cristal de Gena's Diner. Scarlet lo sigue, disparando varios tiros más al restaurante. Ella lanza a Gena Landers a través de una ventana y luego dispara un tiro a las líneas de gas del horno, haciendo que todo el edificio explote. Scarlet regresa a la iglesia donde vive, confiada en que su "dulce ángel" vendrá por ella.
Esa noche, Marc se encuentra frente a la estatua de Khonshu. De repente ve una imagen de Scarlet destellar ante sus ojos. Sabe que Scarlet está destinada a volver a su vida. Pronto se entera del incidente en Gena's Diner. Visita a Gena y Crawley en el hospital y le promete a Gena que reconstruirá el restaurante. Cuando sale del hospital y va al Cementerio Conmemorativo del Bronx, un grupo de monjas, todas respondiendo a Scarlet, emergen de las sombras y lo atacan. Scarlet aparece y dispara una flecha de ballesta que abre un agujero a través de la máscara de Caballero Luna. Tan rápido como llegó, desaparece de nuevo.
Scarlet regresó más tarde, habiendo formado de alguna manera un vínculo psíquico con Caballero Luna. Ella estaba luchando contra los demonios internos y comenzó a bombardear Nueva York. Caballero Luna la alcanzó en lo alto de un puente, pero ella saltó y él no pudo encontrarla en las aguas. En ese momento se desconocía si sobrevivió o no, pero.

### La Guerra de la Resurrección
Scarlet ayuda al Caballero Luna aparentemente resucitado a luchar contra una alianza de algunos de sus enemigos más antiguos: Raoul Bushman, Espectro Negro y Morpheus, aunque su disposición a matar continúa poniéndola en desacuerdo con Caballero Luna. Después de evitar que mate a un Espectro Negro derrotado y antes de su enfrentamiento final con Bushman y Morpheus, Caballero Luna la insta a huir de la escena antes de que llegue la policía y se la vea por última vez regresando a su iglesia, su escape ayudado por Ray y Ricky Landers: Hijos de Gena y aliados de Caballero Luna.

### Civil War
Después de la Guerra Civil de superhéroes, Scarlet se encuentra entre los nombres que figuran como recluta potencial para la Iniciativa de los 50 Estados en el apéndice del informe de daños de batalla de Tony Stark.

## Poderes y habilidades
Aunque Scarlet no tiene poderes aparentes, posee un vínculo psíquico misterioso con Caballero Luna. Este vínculo psíquico no es sistemático. Aparece cuando Vidrio de Escarlata se concentra en Caballero Luna, y puede manifestarse en forma de sueños durante los cuales sus pensamientos se entremezclan y les permiten comunicarse brevemente. Este vínculo entre Vidrio de Escarlata y Caballero Luna podría deberse a una entidad cercana al dios egipcio de la luna, Khonshu, y reencarnado como Vidrio de Escarlata.
Scarlet es una experta en artes marciales. Ella es capaz de manejar bayonetas, pistolas y ballestas con precisión.